# قناة ليبيا بانوراما
قناة ليبيا بانورما قناة ليبية تبث من قلب العاصمة طرابلس، شاملة لجميع الأسرة وفئات المجتمع، تأسست عام 2014م، في ظل الصراع السياسي الذي هيمن على المشهد الليبي.
تعد ليبيا بانوراما القناة الوحيدة من بين القنوات الليبية الأخرى التي لم تخرج من ليبيا، وبقيت تبث من قلب العاصمة طرابلس.
بدأ خطوات البدء في بناء قناة ليبيا بانوراما في 26 من شهر جولاي من العام 2014 لتكون مواكبة للسبق الإعلامي إبان ثورة 17 فبراير.
انطلق البث الرسمي للقناة في 14 أغسطس 2014 على القمر الصناعي نايلسات على التردد 11392 عمودي.

## إعلاميو القناة
- المعتصم أبوعمارة (مقدم نشرات ومواجيز)
- نور الدين صابر (مقدم نشرات ومواجيز)
- وئام التائب (مقدم نشرات ومواجيز وبرامج) (برنامج اتجاهات)
- إسلام النويصري (مقدم نشرات ومواجيز) وبرامج سياسية
- عماد العصاوي (مقدم نشرات ومواجيز)
- عبد القدوس العيساوي (مقدم نشرات ومواجيز) وبرامج سياسية
- مسرة القباعي (مقدمة نشرات وبرامج إخبارية) (بانوراما الصحافة)[3]
- أيمن الجالي (مقدم ومنتج برامج)
- دعاء شليبك (مقدمة برامج)
- سندس شاهين (مقدمة نشرات إخبارية وبرامج) (برنامج السوق الليبي)[4]
- المعتصم أبوجناح (مراسل ومقدم برامج)

## برامج القناة
- ثلاث نشرات إخبارية رئيسة، نشرة الثالثة، نشرة السادسة، الحصاد على تمام الساعة التاسعة مساء
- تغطية خاصة
- بلا رتوش
- اتجاهات
- السوق الليبي
- مما تحبون
- مع الحكيم (يقدمه الطبيب هاشم بالخير)[5]
- حوشنا
- حوشك هو الدواء (موسم واحد خاص بجائحة كورونا)
- بانوراما الصحافة[3]